# Abell 921
Abell 921 è un ammasso di galassie situato prospetticamente nella costellazione del Leone alla distanza di oltre 1,4 miliardi di anni luce dalla Terra (light travel time). È inserito nell'omonimo catalogo compilato da George Abell nel 1958.
È del tipo III secondo la classificazione di Bautz-Morgan.
Abell 921 è un componente del superammasso di galassie SCl 83.